# Стивън Бакстър
Стивън Бакстър (на английски: Stephen Baxter) е британски писател, автор на научна фантастика.

## Биография и творчество
Роден е в Ливърпул, Великобритания и е завършил университетите в Кембридж и Саутхемптън. След като завършва работи като преподавател по физика и математика, както и в областта на информационните технологии.
Неговият първи разказ е публикуван през 1989 г. на страниците на списание „Интерзона“ и след 1995 г. се занимава професионално с литература. Издадени са десетки негови романи. Той е лауреат на наградите на Филип Дик и Джон Кемпбъл, както и на Британската награда за научна фантастика. Носител на чуждестранните награди „Курд Ласвиц“ (Германия) и „Сейун“ (Япония).

## Произведения
частична библиография

### Самостоятелни романи
- The Time Ships (1995)
- Cilia-Of-Gold (1998)
- The Light of Other Days (2000) – Артър Кларк
Светлината на другия ден, изд.: ИК „Бард“, София (1996), прев. Крум Бъчваров
- Reality Dust (2000)
- Omegatropic (2001)
- Evolution (2002)
- The H-bomb Girl (2007)
- The Massacre of Mankind (2017)
Война на световете: изтреблението, изд.: ИК „Бард“, София (2018), прев. Милена Илиева
- World Engines (2019)

### Серия „Ксили“ (Xeelee)
1. Raft (1991)
Черна дупка, изд.: ИК „Бард“, София (1996), прев. Мария Думбалакова
2. Timelike Infinity (1992)
Нашественици във времето, изд.: Лира Принт, София (1997), прев. Владимир Зарков
3. Flux (1993)
4. Ring (1994)
5. Vacuum Diagrams (1997)
6. Starfall (2009)
7. Vengeance (2017)
8. Redemption (2018)

### Серия „Многообразие“ (Manifold)
1. Time (1999)
Време, изд. „ИнфоДАР“ (2005), прев. Милена Иванова
2. Space (2000)
Пространство, изд. „ИнфоДАР“ (2007), прев. Милена Иванова
3. Origin (2001)
Произход, изд. „ИнфоДАР“ (2007), прев. Милена Иванова

### Серия „Една одисея във времето“ (Time Odyssey) –Артър Кларк
1. Time's Eye (2003)
Окото на времето, изд.: ИК „Бард“, София (2005), прев. Юлиян Стойнов
2. Sunstorm (2005)
Слънчева буря, изд.: ИК „Бард“, София (2005), прев. Крум Бъчваров
3. Firstborn (2007)

### Серия „Дългата земя“ (Long Earth) – сТери Пратчет
1. The Long Earth (2012)
Дългата земя, изд. „Архонт-В“ (2017), прев. Петър Нинов
2. The Long War (2013)
Дългата война, изд. „Архонт-В“ (2017), прев. Петър Нинов
3. The Long Mars (2014)
4. The Long Utopia (2015)
5. The Long Cosmos (2016)

## Награди

### Получени
- 2004 – Награда на Британската асоциация за научна фантастика за най-добро кратко произведение – „Mayflower II“
- 2001 – Награда на Британската асоциация за научна фантастика за най-добро нефантастично произведение – „Omegatropic“
- 1999 – Мемориална награда на името на Филип Дик – „Vacuum Diagrams“
- 1997 – Награда на Британската асоциация за научна фантастика за най-добро кратко произведение – „War Birds“
- 1996 – Мемориална награда на името на Джон Кемпбъл за най-добър роман – „The Time Ships“
- 1996 – Мемориална награда на името на Филип Дик – „The Time Ships“
- 1995 – Награда на Британската асоциация за научна фантастика за най-добър роман – „The Time Ships“

### Номинации
- 2002 – Номинация за награда Хюго за най-добър разказ – „The Ghost Pit“
- 2001 – Номинация за награда Хюго за най-добра кратка повест – „On the Orion Line“
- 2001 – Номинация за награда Хюго за най-добър разказ – „The Gravity Mine“
- 1998 – Номинация за награда Хюго за най-добра кратка повест – „Moon Six“
- 1996 – Номинация за награда Хюго за най-добър роман – „The Time Ships“